# Доисторическая Центральная Европа

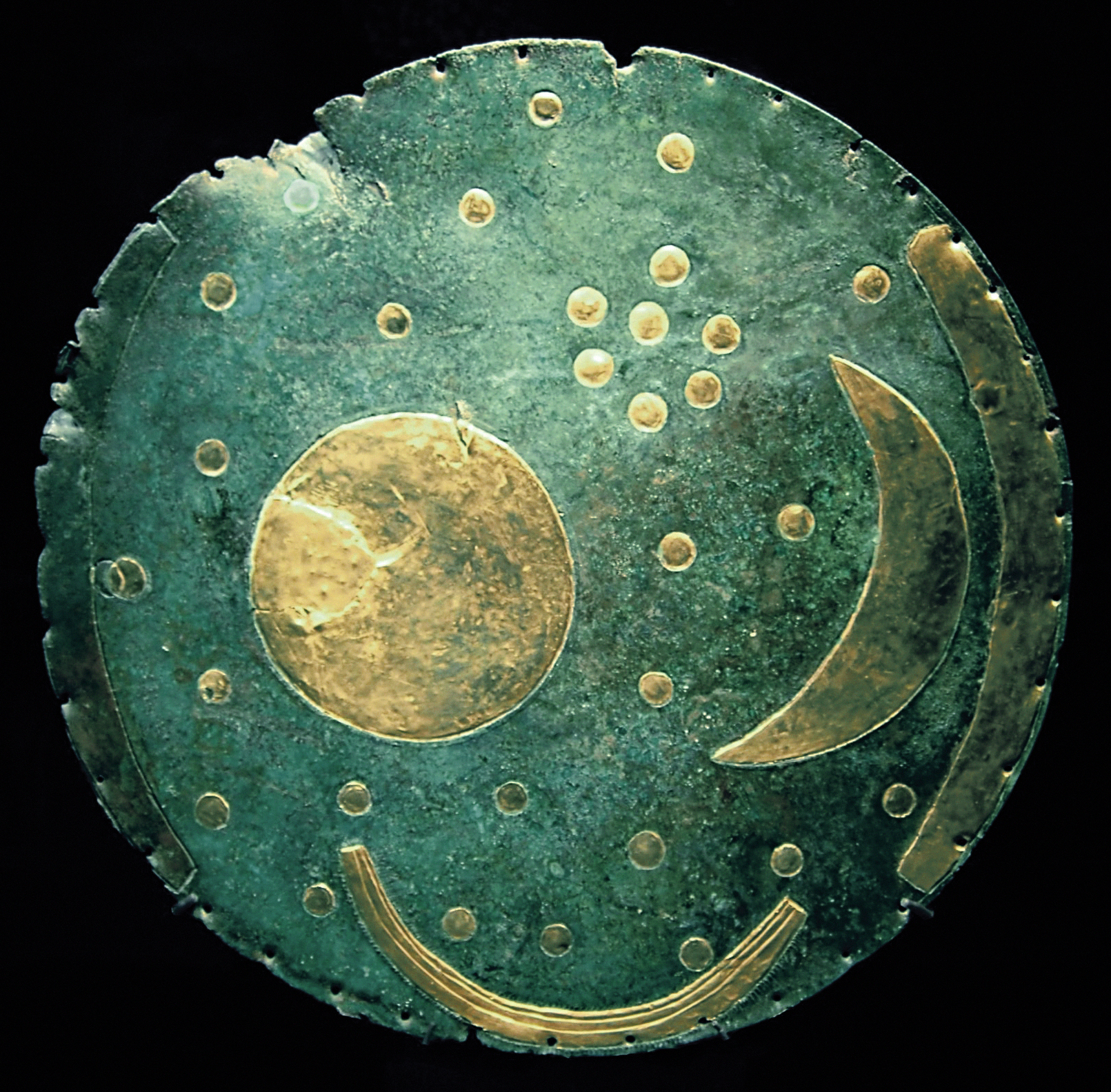
Диск из Небры (около 1600 г. до н. э.

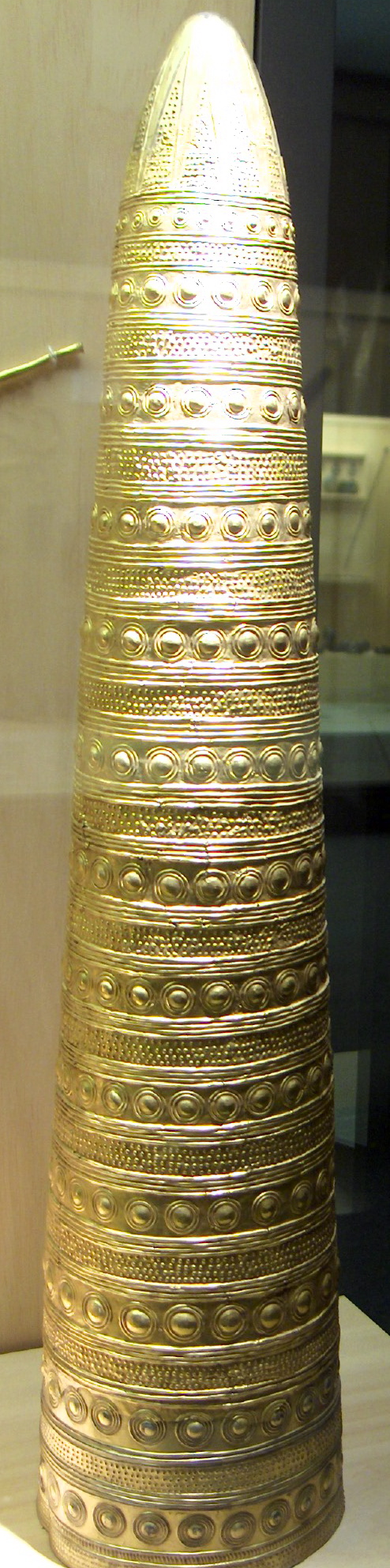
Ритуальный конус из Авантона, около 1500—1250 гг. до н. э.

## Средний палеолит
В эпоху среднего палеолита территория Центральной Европы не была покрыта ледником и представляла собой один из центров развития неандертальцев.

## Верхний палеолит
В конце верхнего палеолита (20-15 тыс. до н. э.) Центральная Европа находилась на границе мадленской и граветтской культур.

## Неолит
В раннем неолите через территорию Центральной Европы с востока на запад происходила миграция культуры линейно-ленточной керамики. Позднее с юго-востока произошло вторжение культур анатолийского происхождения (Лендьель, Гумельница), которые, однако, были вскоре отброшены волной мигрантов с севера. На северо-западе находится область влияния культуры воронковидных кубков, произошедшей в результате смешения местных мезолитических культур с пришлыми аграрными.

## Медный век
В медном веке в Центральную Европу с севера проникают культуры предположительно индоевропейского происхождения (Баден-Болераз). Здесь развивается один из локальных центров культуры колоколовидных кубков.

## Бронзовый век

### Унетицкая культура
В Центральной Европе унетицкая культура раннего бронзового века XVIII—XVI вв. состояла из большого числа культурных групп, таких, как Штраубингская культура, Адлербергская культура и Хатванская культура. Весьма богатые погребения, такие, как найденное под Лёйбингеном (ныне — часть г. Зёммерда) с ювелирными изделиями, указывают на рост социального расслоения, которое в унетицкой культуре было уже заметным. Тем не менее, некрополи указанного периода достаточно редки и малы по размеру.
Унетицкая культура сформировалась на базе Культуры колоколовидных кубков. Эволюционировала в лужицкую культуру и культуру курганных погребений.
Носители унетицкой культуры являлись носителями Y-хромосомных гаплогрупп I2 и R1a, а не R1b, в настоящее время широко распространённой в Западной Европе.

### Культура курганных погребений
За унетицкой последовала культура курганных погребений среднего бронзового века (XVI—XII вв. до н. э.), которая характеризовалась трупоположением в курганах. На берегах притоков реки Криш, на востоке Венгрии, бронзовый век связан с появлением культуры Мако, за которой последовали отоманская культура и культура Дьюлаваршанд.

### Культура полей погребальных урн
Культура полей погребальных урн (финальный бронзовый век, 1300—700 г. до н. э.) характеризуется кремацией мёртвых. Её локальным вариантом была лужицкая культура, просуществовавшая на территории Восточной Германии и Польши до начала железного века (1300—500 г. до н. э.).

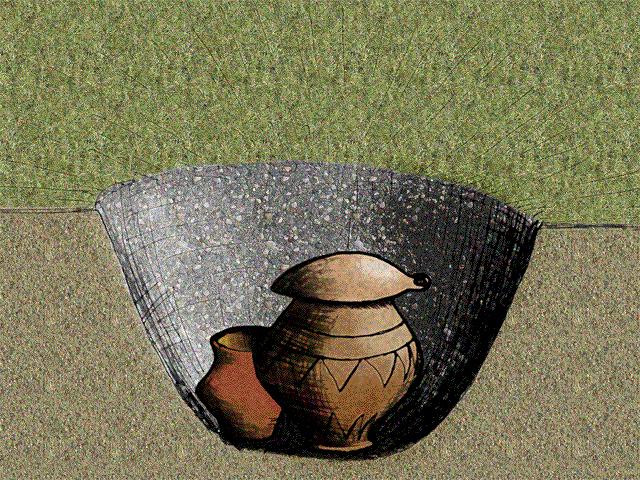
Типичное захоронение погребальной урны.

Культура полей погребений возникла в бронзовом веке и существовала на протяжении длительного времени (свыше 700 лет). Поля распространены по всей Европе. В ранний железный век в могильниках уже начинают встречаться погребения сожжённого праха в ямках без урн и трупоположения.
Одни исследователи считают, что народы лужицкой культуры говорили на языках кельто-италийской группы. Так академик Седов утверждает, что лужицкое, допшеворское население Польши было кельтским. Другие считают их германцами, но никак не славянами. Третьи полагают, что они были предками иллирийцев или кельто-иллирийцами.
По обобщающей большой массив разнообразных исследований оценке академика Б. А. Рыбакова: «Лужицкая культура была, очевидно, разноэтническим комплексом, охватившим половину праславян, часть прагерманцев и какую-то часть итало-иллирийских племен на юге, где бронзолитейное дело стояло высоко».. Там же он справедливо отметил, что «лужицкое единство ученые нередко называют венетским (венедским), по имени древней группы племен, некогда широко расселявшихся по Центральной Европе».
На большей части центральной Европы культуры бронзового века сменила гальштатская культура железного века (700—450 гг. до н. э.), в которой доминировали кельты и иллирийцы.

## Памятники бронзового века
Среди важных памятников бронзового века Центральной Европы:
- Бискупин (Польша)
- Небра (Германия)
- Цугское болото, кантон Цуг, Швейцария
- Врабле, Словакия